# Cheilopogon pinnatibarbatus altipennis
Cheilopogon pinnatibarbatus altipennis is een ondersoort van de straalvinnige vissen uit de familie van de vliegende vissen (Exocoetidae). De wetenschappelijke naam van de soort is voor het eerst geldig gepubliceerd in 1847 door Valenciennes.